# Prasinocyma leucophracta
Prasinocyma leucophracta är en fjärilsart som beskrevs av Louis Beethoven Prout 1932. Prasinocyma leucophracta ingår i släktet Prasinocyma och familjen mätare. Inga underarter finns listade i Catalogue of Life.